# چاه‌کور
چاه‌کور () روستایی از توابع بخش علامرودشت شهرستان لامرد در استان فارس ایران است.

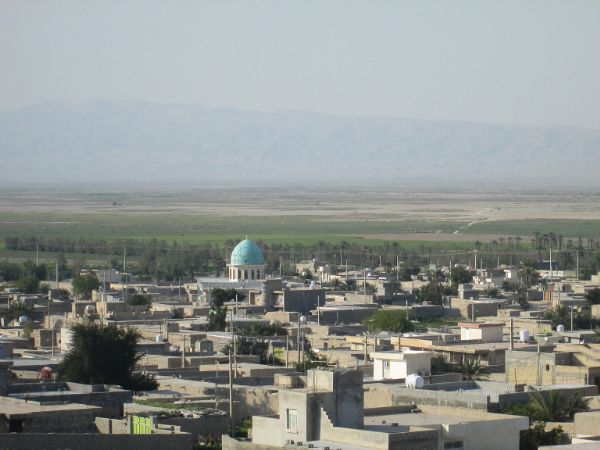
دور نمای روستای چاه کور

## نام
علت نام‌گذاری چاه‌کور (وجه تسمیه): این که چرا این روستا را چاه‌کور نامیده‌اند به دلیل آن که در زمان‌های دور، گبرها که به زبان محلی گور =gowr تلفظ می‌شوند در این نقطه زندگی می‌کرده‌اند به چاه‌کور مشهور گشته و به مرور زمان (گ) به (ک) تبدیل گشته است.

## مردم

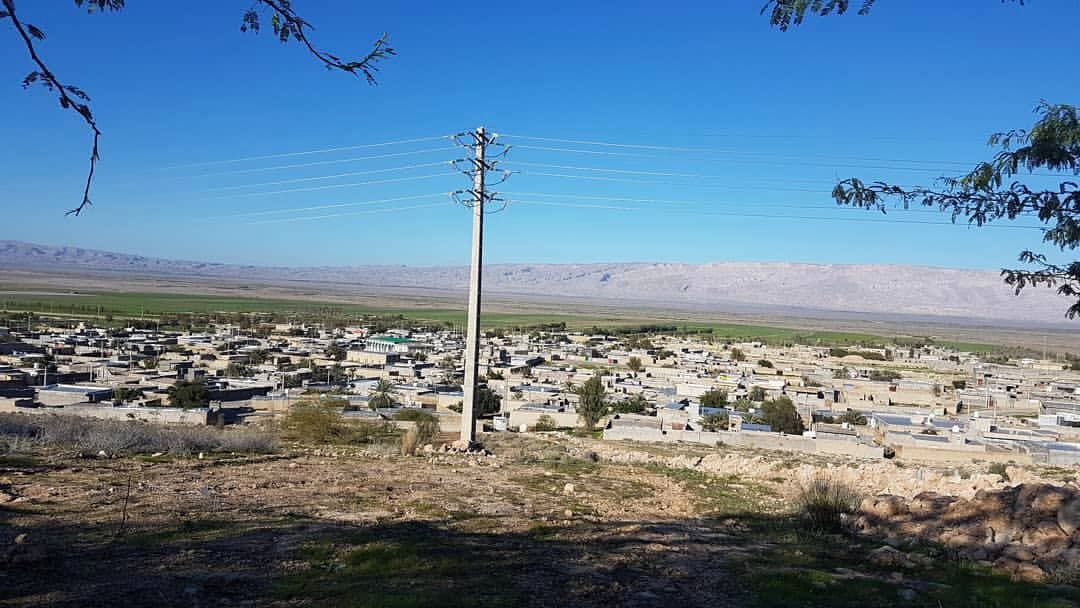
نمای روستای چاه کور از دامنه کوه

### جمعیت
بر پایه سرشماری عمومی نفوس و مسکن در سال ۱۳۹۵ جمعیت این روستا ۱٬۱۸۰ نفر (۳۴۱ خانوار) بوده است.

### زبان
مردم چاه‌کور به زبان فارسی، با اندک ته‌لهجه‌ای متمایل به لهجه فارسی شیرازی، سخن می‌گویند. برخی از زبان‌شناسان اعتقاد دارند که لهجه مردم چاه‌کور، چون در بعضی کلمات و ادای بعضی کلمات با لهجه لری مشابهت دارد، پس شاخه‌ای از لهجه لری است، اما جز شباهت‌های اندک برخی کلمات که در خیلی از لهجه‌های دیگر نیز کم و بیش یافت می‌شود، هیچ سند و مدرکی که این موضوع را اثبات کند، وجود ندارد. بر این اساس، به‌طور کلی می‌توان گفت که پایه و مایه اصلی لهجه چاه‌کوری ریشه در لهجه اصیل فارسی جنوبی دارد.

### دین
تمامی اهالی روستای چاه‌کور شیعه دوازده امامی‌اند. آنچه مسلم است از اواخر قرن چهارم هجری در پی نفوذ سپاه اسلام به مناطق جنوبی کشور، مردم بومی منطقه که عمدتاً زرتشتی بوده‌اند به آیین اسلام گرویده‌اند. اعتقاد گروهی بر این است که مردم این منطقه تا دوره صفویان سنی مذهب بوده و پس از آن دوران به مذهب تشیع گرویده‌اند. اما اسناد و سنگ قبرهای موجود این ادعا را رد می‌کند و نشان می‌دهد که مردم این منطقه پیش از دوره صفویه به مذهب شیعه گرایش داشته‌اند.

### اقوام

#### قوم جاکی
طبق اسناد و سنگ قبرهای مربوط به ۳۵۰ سال گذشته بجامانده است، این قوم معروف و مشهور به جاکی می‌باشند. که در چاه‌کور و بعضی نقاط دیگر ساکن شدند و شامل فامیل‌های امیری، میر، میری، فولادی، امینی، صادقی، تقی پور، تقی‌زاده، محمدخواه، رشیدی، میرنیا و میرپور می‌باشند و فامیل زحمت‌بر که از همین طایفه می‌باشد ساکن بیرم است.

#### قوم قاید
طبق اسناد بجامانده اصلیت این قوم حدود ۳۰۰ سال قبل از روستای خالده وراوی به چاه‌کور مهاجرت کردند و از نسل حاج حسن فرزند قاید حاجی (خالده‌ای) هستند که شامل فامیل‌های زارعی، حسن‌زاده، آذین و محسنی می‌باشند.

#### قوم پاسلار
قوم پاسلار شامل دو فامیل می‌باشند.
طبق اسناد بجامانده نسل عالی فرزند پاسلار مُهمَد حدود ۲۰۰ سال قبل از روستای روگیر پاسلاری (که آثار بجامانده از آن مابین روستاهای روگیر حاجی محمدتقی و روگیر قلعه حاجی می‌باشد) به چاه‌کور مهاجرت کردند و شامل فامیل‌های عالی و طاهری می‌باشند.
و قوم دیگر پاسلار که از نسل حسینعلی پاسلار می‌باشند حدود ۹۰ سال قبل از روستای روگیر حاجی محمدتقی کنونی به چاه‌کور مهاجرت کردند و شامل فامیل پاسلاری می‌باشند.

#### قوم سادات
سادات چاه‌کور از دو نسل هستند.
طبق اسناد بجامانده نسل سید حسین فرزند سید علی اکبر حدود ۱۵۰ سال قبل از روستای روگیر حاجی محمدتقی کنونی به چاه‌کور مهاجرت کردند. که شامل فامیل موسوی می‌باشند.
و سادات دیگر که در چاه‌کور ساکن هستند از نسل سید حسین فرزند سید اسد می‌باشند که حدود ۶۰ سال قبل از روستای دهنو علامرودشت به این روستا مهاجرت کردند. و شامل فامیل موسوی می‌باشند.

#### قوم حاجی رجب
اصلیت این قوم حدود ۱۵۰ سال قبل از بخش سیمکان جهرم به چاه‌کور مهاجرت کردند که شامل فامیل‌های رجبی و نوروزی می‌باشند.

#### قوم ملا
اصلیت این قوم حدود ۱۳۰ سال قبل از علامرودشت به چاه‌کور مهاجرت کردند که از نسل ملا علیرضا خان علامرودشتی (ضابط و حاکم دولت قاجاریه) هستند و شامل فامیل‌های اوراق زاده و تقی پور می‌باشند.

#### قوم حاجی زاده
اصلیت این قوم حدود ۱۲۰ سال قبل از روستای روگیر به چاه‌کور مهاجرت کردند و شامل فامیل حاجی زاده می‌باشند.

#### قوم استاد
اصلیت این قوم حدود ۱۰۰ سال قبل از روستای سیف آباد خنج به چاه‌کور مهاجرت کردند. که شامل فامیل‌های آرایش و علیزاده می‌باشند.

#### قوم اسدیان پور
اصلیت این قوم حدود ۹۵ سال قبل از روستای شاوران به چاه‌کور مهاجرت کردند و شامل فامیل اسدیان پور می‌باشند.

#### قوم اسدی
اصلیت این قوم حدود ۹۰ سال قبل از روستای روگیر حسنی به چاه‌کور مهاجرت کردند و شامل فامیل اسدی می‌باشند.

#### قوم انگامه
اصلیت این قوم حدود ۸۰ سال قبل از دهستان هنگام (قیر و کارزین) به چاه‌کور مهاجرت کردند و شامل فامیل انگامه می‌باشند.

#### قوم غلامی
اصلیت این قوم حدود ۷۰ سال قبل از روستای دهبان چاه ورز به چاه‌کور مهاجرت کردند و شامل فامیل‌های غلامی و رستمی می‌باشند.

## جغرافیا
چاه‌کور، روستایی در دشت علامرودشت و در دامنه کوه نر که رود علامرودشت از آن می‌گذرد. از شمال به شهرستان خنج، از جنوب به وراوی، از شرق به بخش چاه‌ورز و از سمت مغرب به مرکز بخش، شهر علامرودشت محدود می‌گردد. چاه‌کور در یک فضای گودال مانند و در ارتفاع پایین‌تر نسبت به روستاهای همجوار قرار گرفته است بطوریکه بهار سرسبزتری نسبت به همسایگان خود دارد و در هنگام عبور از جاده که از کنار دشت می‌گذرد متوجه هوای خنک این منطقه می‌شوید!!! شاید به دلیل این ویژگی‌های آب و هوایی بوده که باعث شده در قدیم توجه قلعه سازان را به خود جلب کرده و باعث ایجاد قلعه‌هایی به یاد ماندنی و عجیب شود!!! همچنین چاه‌کور دارای قنات‌های بسیار زیادی می‌باشد که قدمت آن‌ها بسیار زیاد است و نشان از قدمت کشاورزی در این روستا می‌باشد. استان فارس و مخصوصاً جنوب این استان که جنوب ایران نیز می‌باشد دارای آثار تاریخی متعددی می‌باشد تا حدی که در روستایی بسیار کوچک آثار چندین قلعه باستانی مربوط به دورهٔ ساسانی و شاید خیلی قبل تر از آن‌ها باشد.

### طبیعت

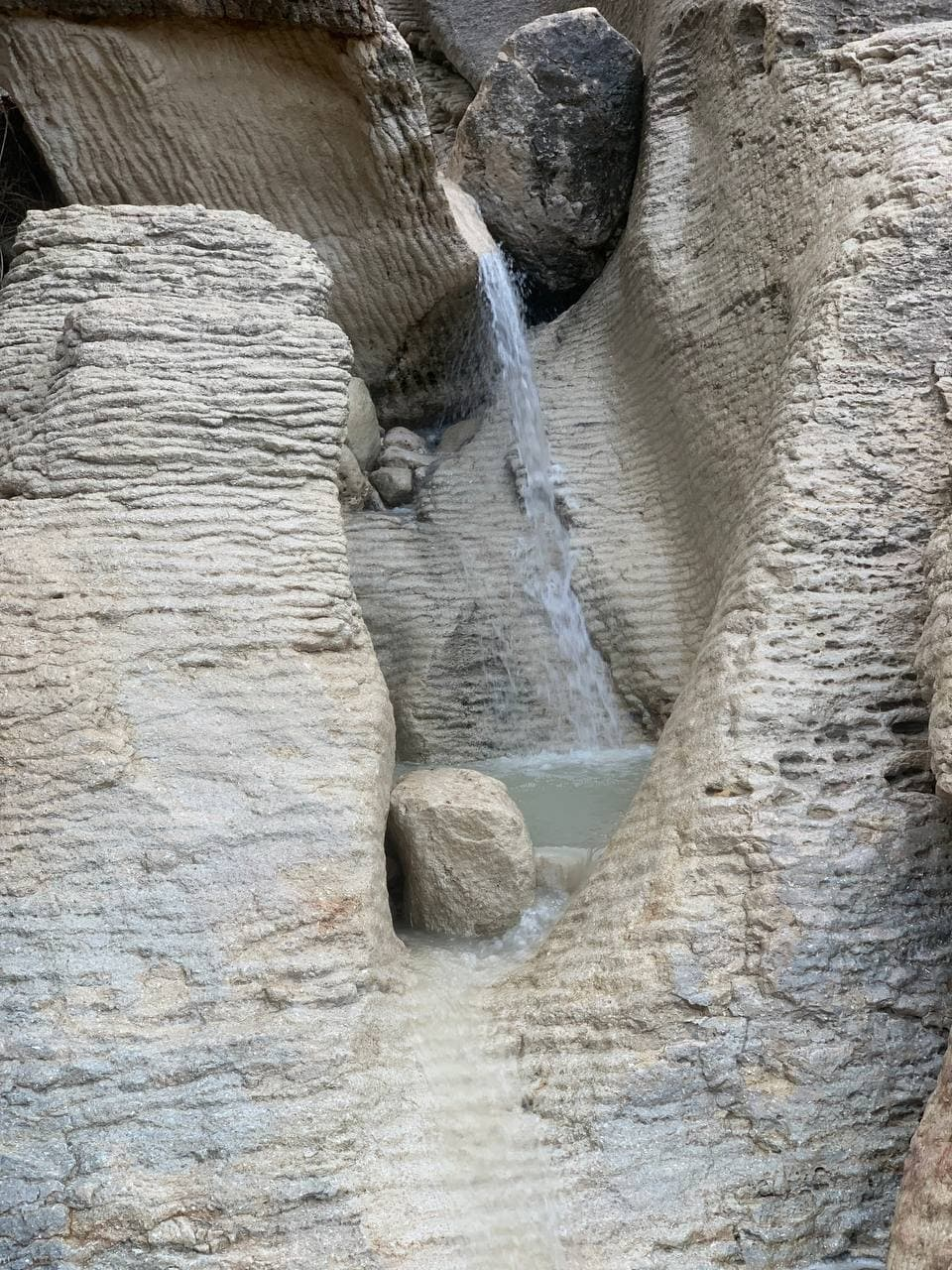
چشمه آب سرکو چاه کور

#### درخت سمنگ

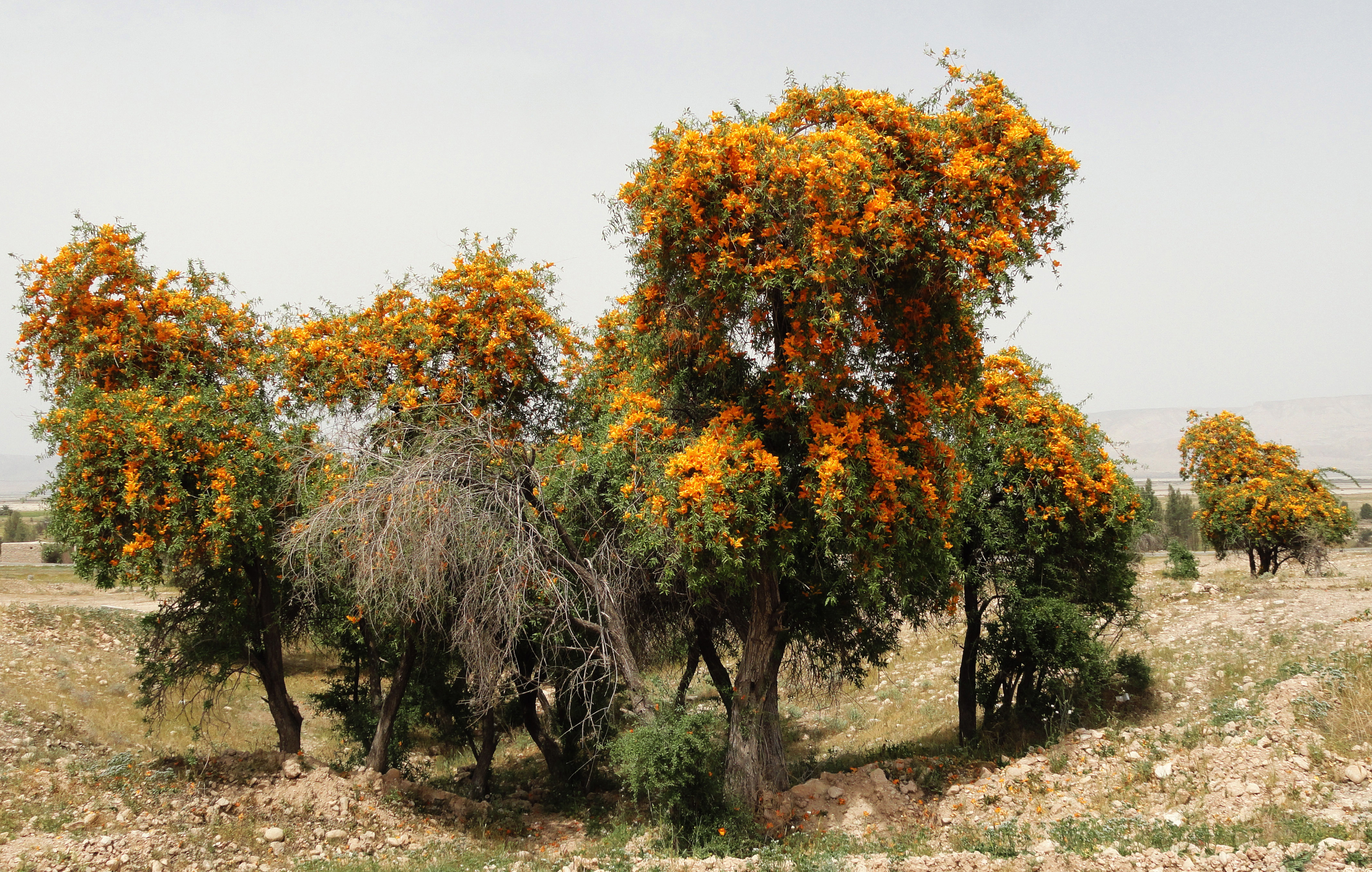
درخت سمنگ

سِمِنگ (انار شیطان) گونه‌ای درختی از تیره Bignoniaceae جنس Tecomella و گونه undulata است که در استان فارس به نام سِمِنگ خوانده می‌شود. انار شیطان از گونه‌های بومی و چوبی مهم مناطق بیابانی و خشک در جنوب ایران می‌باشد که در استان فارس، بوشهر، خوزستان و هرمزگان به صورت توده‌های کوچک نسبتاً خالص پراکنش دارد؛ ولی متأسفانه رویشگاه‌های آن تحت تأثیر عوامل مختلف در دست تخریب است و ممکن است در چند سال آینده این درخت زیبا را در جنوب نداشته باشیم. انار شیطان گونه‌ای درخت کوچک از تیرهٔ پیچ‌اناریان است. در ایران این درختچه را با نام‌های محلی گل‌پرک، پرپوک، سمنگ، حمید، فرفار و ساج بیابان هم می‌نامند. انار شیطان درخت‌چه‌ای بومی جنوب آسیا است. این درخت از گونه‌های مهم مناطق بیابانی و خشک در جنوب ایران می‌باشد که در استان بوشهر، خوزستان و هرمزگان به صورت توده‌های کوچک نسبتاً خالص پراکنش دارد. جنگلی به نام گلپرکی دلفارد در جیرفت از رویشگاه‌های معروف آن در ایران است. انار شیطان درختی بسیار مقاوم به خشکی، یخ‌زدگی و آتش‌سوزی است. برگ‌های آن خوراک دام است. این درخت به سادگی توسط قلمه و بذر تکثیر می‌شود. چوب آن زیبا محکم بادوام است و برای ساختن برخی چوب‌های جادو خاص کاربرد دارد و نیز برای لوازم ظریف و پرکابرد نیز بکار می‌آید. این گیاه در شفابخشی نیز برای درمان برخی بیماری‌ها مانند لکه‌های سفید روی پوست، بزرگی طحال و نیز سفلیس استفاده می‌شود. معمولاً ارتفاع آن بین ۴ تا ۱۲ متر است. برگ‌های تقریباً همیشه سبز انار شیطان متقابل باریک و کشیده با کناره‌های صاف است. گل‌های آن درشت بی‌بو و سرخ رنگ یا زرد مایل به قرمز و درازای جام گل‌ها ۴ تا ۷ سانتیمتر است. میوه باریک و دراز آن به طول ۲۰ سانتیمتر است. رویشگاه این درخت در دو نقطه بخش علامرودشت (نزدیکی روستای چاه‌کور و نزدیک روستای روگیر حسنی) وجود دارد. کتاب «درختان و درختچه‌های ایران» تألیف ولی‌الله مظفریان از منطقه علامرودشت به عنوان یکی از رویشگاه‌های این درخت نام برده است.

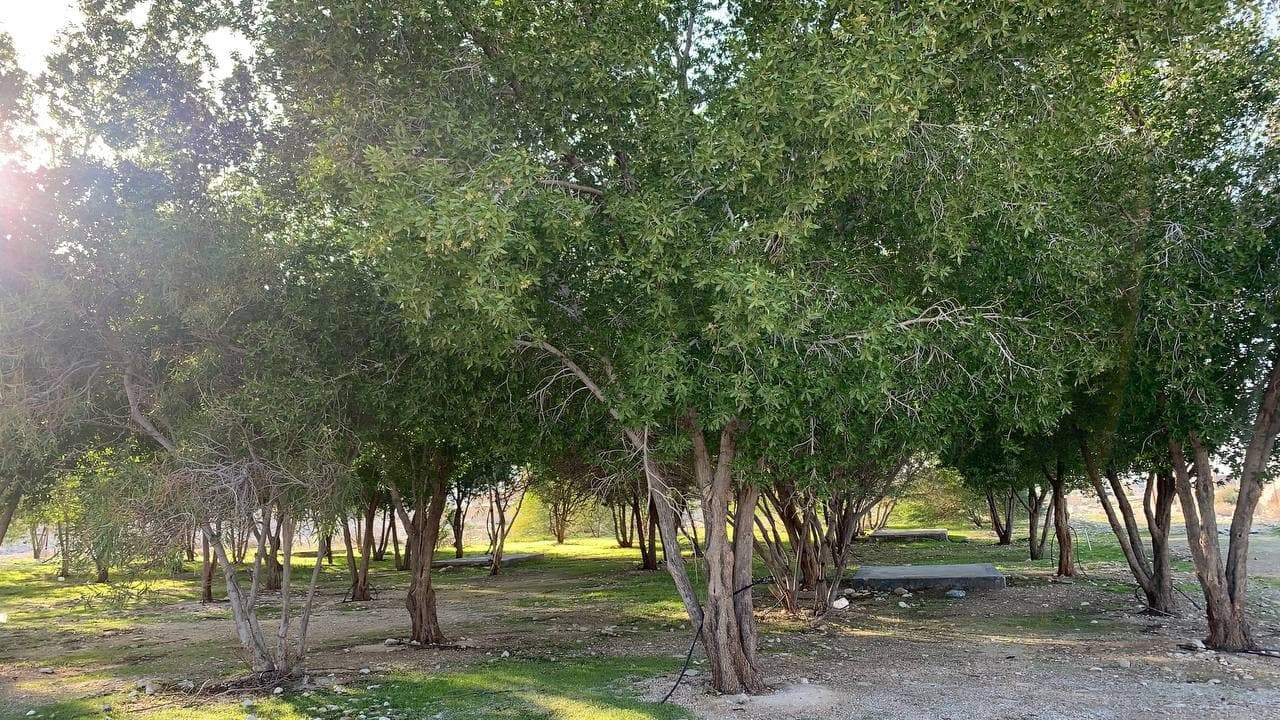
پارک جنگلی چاه کور

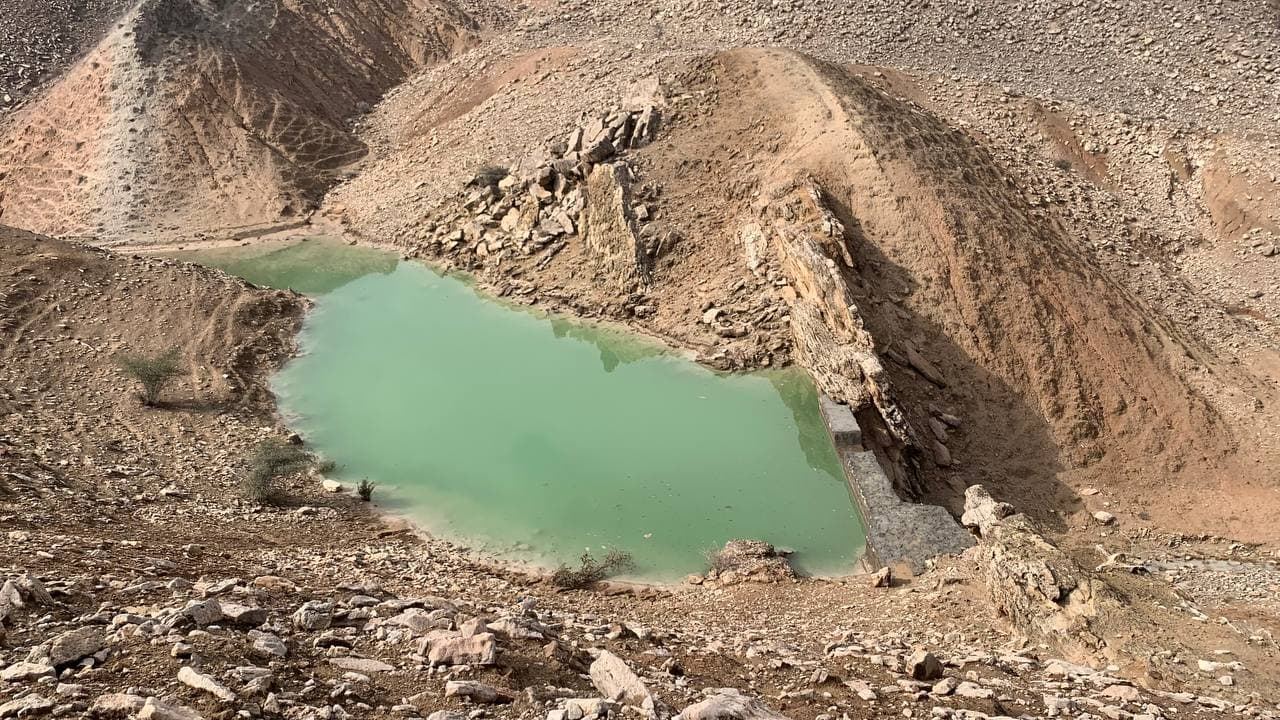
آبگیر آب شورو چاه کور

#### قنات‌های طویل
نقل می‌کنند در زمان‌های خیلی قدیم در روستای چاه‌کور قنات‌هایی بوده است که تا روستای دهنو ادامه داشته است و همه قنات‌ها به هم مرتبط بوده است و یک شخص به راحتی می‌توانسته از این راهروها استفاده کند و مسیر را طی کند.

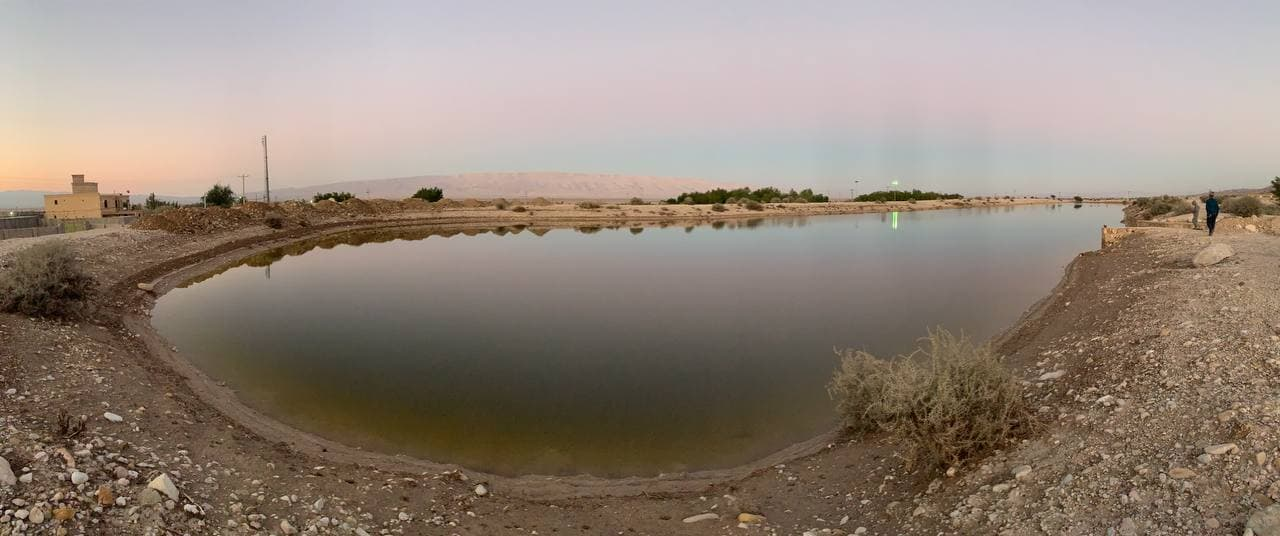
گوراب چاه کور

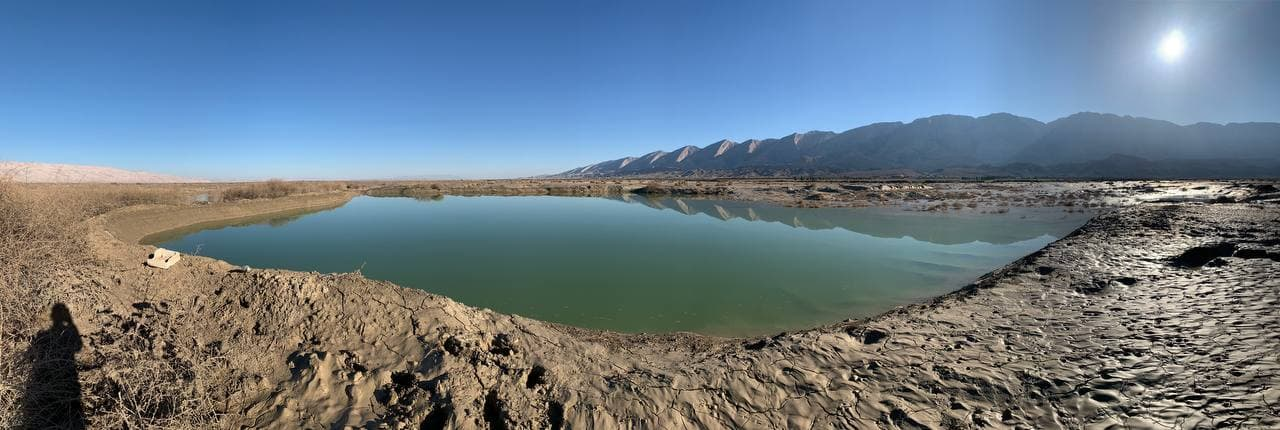
تالاب کل شیولی

## تاریخ
چاه‌کور در سده‌های اخیر به دو قسمت علیا و سفلی تقسیم شده بوده و اکنون چاه‌کور سفلی به کلی از بین رفته و مردمان آن به‌آبادی‌های دیگر همچون دهنو علامرودشت و بیرم مهاجرت نموده‌اند. چاه کور علیا نیز تقریباً در گوشه غربی چاه‌کور کنونی قرار داشته است. فاصله این روستا که در جنوب شرقی علامرودشت مابین دو روستای دهنو و اندر قرار دارد تا مرکز بخش ۹ کیلومتر می‌باشد.

### بناهای تاریخی

#### کلات گبری

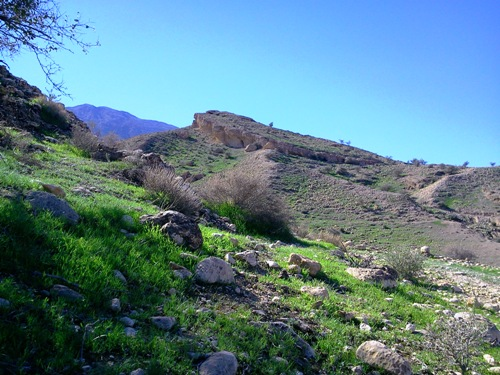
کلات گبری

کلات گبری قلعه ای پهناور و عجیب که در بالای روستای چاه‌کور علامرودشت بر روی تپه‌ای پهناور و استراتژیک (دره مانند) قرار دارد و طبق گفته اهالی روستا در این قلعه قدیمی قومی بنام گبرها که بسیار ثروتمند بوده‌اند زندگی می‌کرده‌اند که هنوز دیوارهای قلعه و بقایای آن موجود است و طبق شواهد فعلی و ظاهری دژی محکم در برابر تهاجمات دشمنان بوده است. می‌گویند بعد از حمله اعراب به ایران در زمان ساسانیان این قوم از این مکان مهاجرت کرده‌اند. این قوم برای ساختن دیوارهای قلعه از مصالحی محکم بنام ساروج استفاده می‌کرده‌اند. بعد از مهاجرت این قوم گویا قلعه بر اثر زمین لرزه فرو ریخته است.

#### کلات سرکو

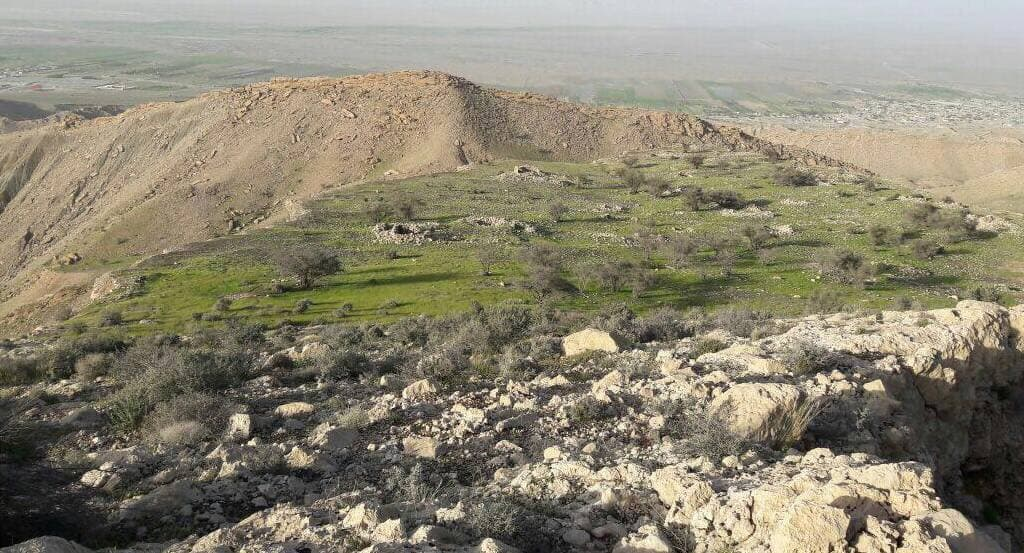
کلات سرکو (سرخو) چاه کور

کلات سرکو معروف به کلات سرخو، این قلعه که نسبت به بقیه قلعه‌های این روستا سالم مانده است در فاصله چندین کیلومتری و در ارتفاعات صعب العبور کوهستان‌های این منطقه قرار گرفته است که برای دیدن این قلعه باید مسافت زیادی را با دشواری طی کرد طبق مشاهدات چندین بار در زمان‌های مختلف بازسازی شده و مورد استفاده قرار گرفته است و الظاهر به قلعه‌های نظامی شباهت دارد و آخرین ساکنین این قلعه یاغی‌های زمان قاجاریه می‌باشند. برکه‌های و آب انبارهای آن‌ها و چاه حفر آب هنوز سالم مانده‌اند.

#### خانه ابزاری‌ها
این بنا که به خانه ابزاری‌ها معروف است چندین کیلومتر بالاتر از کلات سرکو دقیقاً در بالای قله کوه قرار دارد که هنوز برکه‌ها و آب انبارها و جوی‌های هدایت آب آن‌ها سالم و قابل مشاهده می‌باشد.

#### تل دعوتی
این بنا که در چند کیلومتری روستای چاه‌کور و در وسط صحرا قرار دارد و تل دولت یاری به زبان محلی دووتی نام گرفته تنها بخشی از ارتفاعات آن پیداست و مابقی در زیر خاک صحرای وسیع و هموار مدفون شده است مصالح بکار رفته در ساخت آن ساروجی متفاوت و بسیار مقاوم و محکم می‌باشد که در جای دیگر یا قلعه‌ای دیگر مشاهده نشده است مشخص است که زمان زیادی نیاز است تا قلعه‌ای به این بزرگی کلاً در زیر خاک مدفون شود پس از شواهد قضایا مشخص است که بسیار قدمت دارد. لازم است ذکر شود امروزه این اثر تاریخی در حوزه روستای خشتی قرار دارد و در زمان‌های قدیم جزو قلمرو قلات گبری روستای چاه‌کور بوده است.
تل دعوتی به زبان محلی دووتی در شهرستان لامرد، بخش علامرودشت، روستای خشتی واقع شده و این اثر در تاریخ ۲۴ تیر ۱۳۸۲ با شمارهٔ ثبت ۹۲۱۹ به‌عنوان یکی از آثار ملی ایران به ثبت رسیده است.

#### آب انبار چاه کور

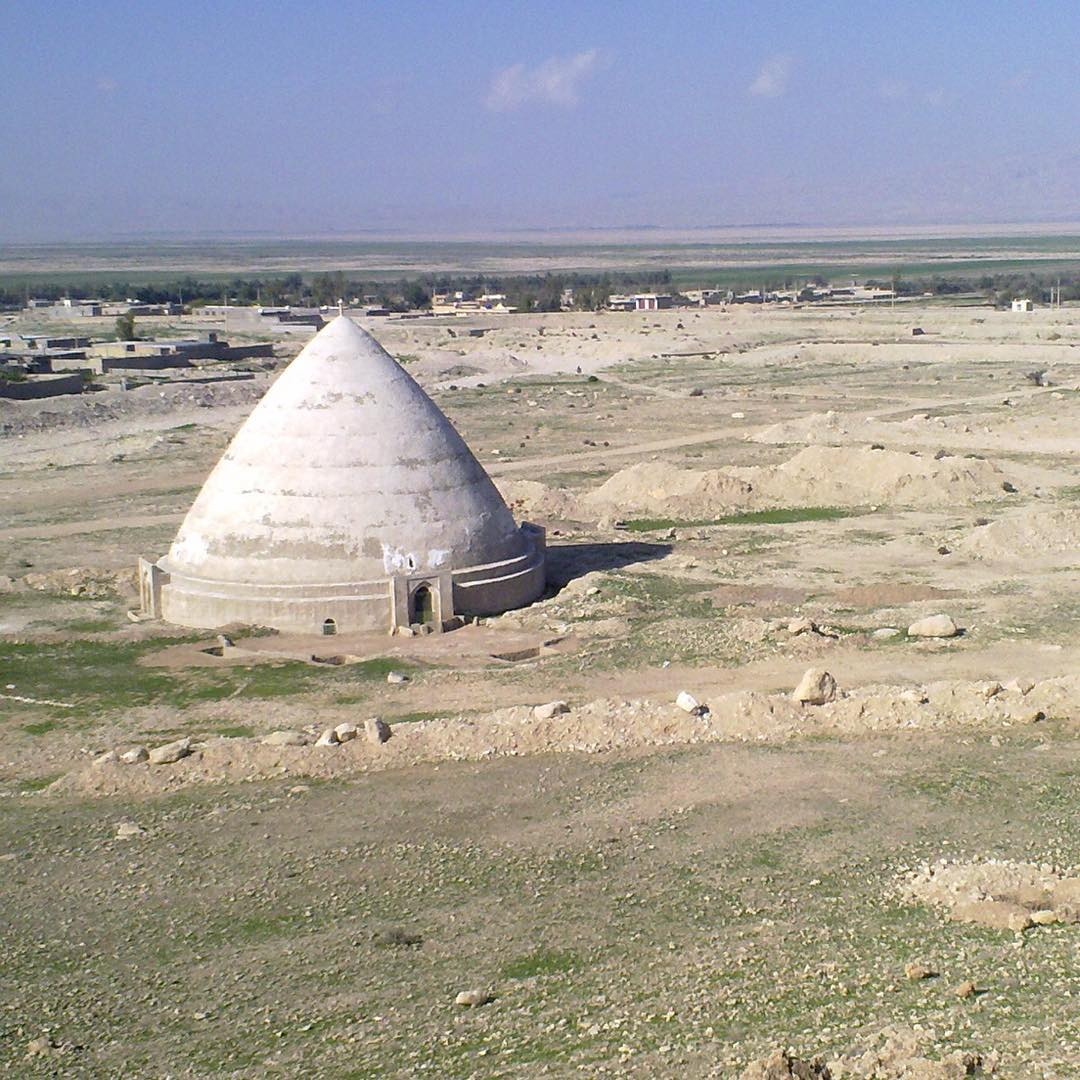
آب انبار جنوبی روستای چاه کور

این آب‌انبار که در عکس نشان داده شده است در گذشته نه چندان دور، منبع اصلی آب آشامیدنی اکثریت اهالی روستا بوده است و در حال حاضر نیز عده‌ای از اهالی جهت تأمین آب آشامیدنی خود از این آب انبار استفاده می‌کنند. لازم است ذکر شود که از نظر برخی اهالی، آب موجود در آب انبارها با هیچ آبی قابل مقایسه نیست اما برخی نیز با استناد به مسائل بهداشتی بر عقیده این افراد خرده می‌گیرند

## انقلاب اسلامی

### دفاع مقدس
روستای چاه کور در زمان هشت سال دفاع مقدس ۵ شهید در راه دفاع از میهن تقدیم کرده است.

### شهدا

#### پاسدار وظیفه شهید غلامرضا میر
- نام پدر: حسنعلی
- تاریخ تولد: ۱۳۳۸/۰۳/۰۵
- تاریخ شهادت: ۱۳۶۱/۱۱/۱۳
- محل شهادت: جزیره مینو
- نام عملیات: والفجر ۱

#### پاسدار جاوید الاثر شهید یوسف میر
- نام پدر: عبدالرحیم
- تاریخ تولد: ۱۳۳۸/۰۳/۰۵
- تاریخ شهادت: ۱۳۶۵/۱۰/۰۹
- محل شهادت: شلمچه
- نام عملیات: کربلای ۴

#### پاسدار جاوید الاثر شهید سید حسین موسوی
- نام پدر: سید محمد
- تاریخ تولد: ۱۳۴۵/۰۲/۰۲
- تاریخ شهادت: ۱۳۶۵/۱۰/۲۰
- محل شهادت: شلمچه
- نام عملیات: کربلای ۵

#### پاسدار وظیفه شهید عبدالعلی میر
- نام پدر: علی
- تاریخ تولد: ۱۳۴۷/۱۰/۰۵
- تاریخ شهادت: ۱۳۶۶/۰۵/۱۲
- محل شهادت: جزیره مجنون
- نام عملیات: نصر ۱

#### دانش آموز بسیجی شهید محمد زارعی
- نام پدر: عبدالله
- تاریخ تولد: ۱۳۵۱/۰۳/۱۰
- تاریخ شهادت: ۱۳۶۷/۰۳/۰۴
- محل شهادت: شلمچه
- نام عملیات: بیت‌المقدس ۷

## کشاورزی و اقتصاد

### کشاورزی

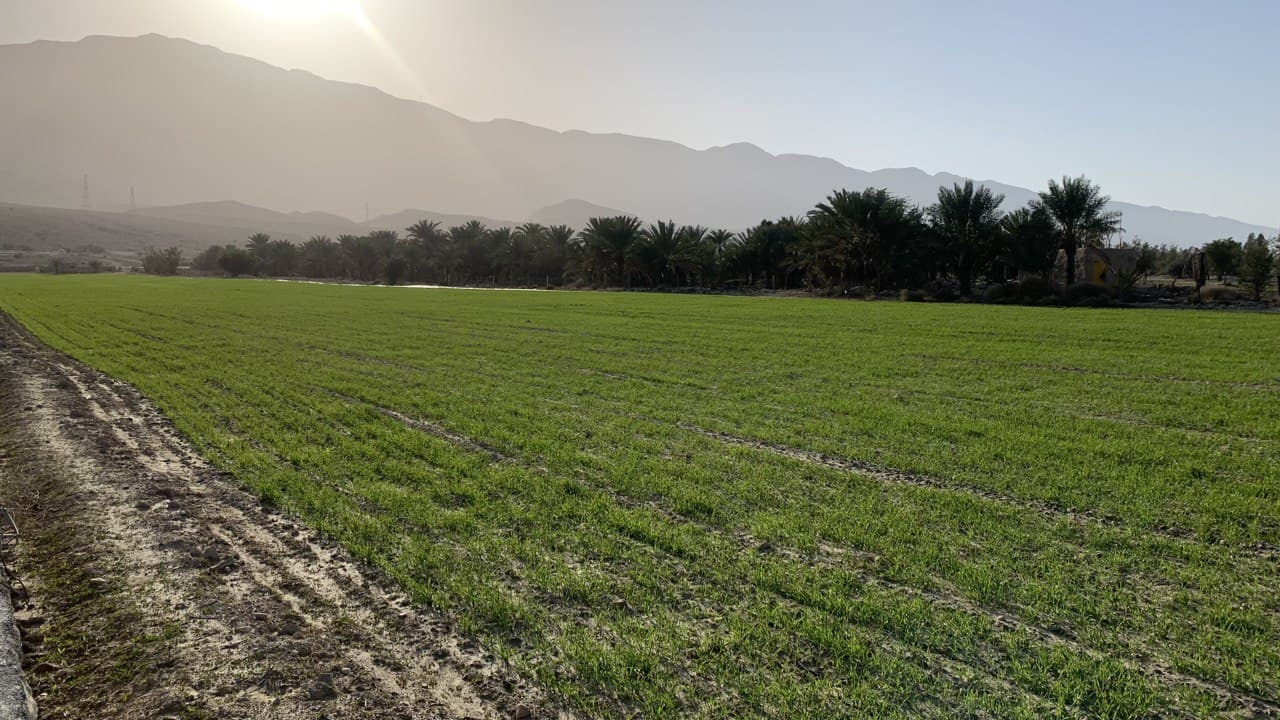
کشاورزی در روستای چاه کور

تحت تأثیر عوامل جغرافیایی و اقلیمی، کشاورزی و اقتصاد روستای چاه‌کور نیز شرایط خاص خود را داراست. عمده فعالیت مردم در چاه‌کور کشاورزی و دامداری به صورت سنتی می‌یاشد. محصولات این روستا عبارت‌انداز: غلات، خرما، تنباکو، صیفی جات، سبزیجات، دانه‌های روغنی نظیر کنجد و کلزا. آب مشروب و زراعتی این روستا از چاه، چشمه و قنات تأمین می‌شود.

### اقتصاد
پس از فعالیت‌های کشاورزی، عمده فعالیت مردم چاه‌کور در بخش‌های خدماتی، صنعتی و کار در کشورهای عربی حوزه خلیج فارس می‌باشد. از نظر صنعتی متأسفانه فعالیت درخورتوجهی در روستای چاه‌کور وجود ندارد. صنایع دستی رایج در این منطقه بیشتر در زمینهٔ گلیم و گبهبافی و همچنین از عمده صنایع دستی در زمان‌های گذشته که دیگر اثری از آن‌ها دیده نمی‌شود انواع سبد و زنبیل که از برگ نخل درست می‌کردند و همچنین انواع کیسه و طناب که تحت عنوان‌های جوال، خورجین، اوور و… نامیده می‌شد و از مو و پشم حیوانات درست می‌کردند را می‌توان نام برد.

## اماکن زیارتی

### شاه ابوالقاسم
این زیارتگاه در شرق روستای چاه‌کور واقع شده و دارای بعد سیاحتی نیز می‌باشد. این بنای مذهبی و تاریخی که مراجعه‌کننده گان و زیارت‌کننده گان و عاشقان زیادی دارد محل نذر و نیاز و گرفتن حاجات اهالی می‌باشد و مردم این آبادی بسیار به این امام زاده (شاه ابوالقاسم) دلبستگی و عشق دارند. بطوریکه در ایام ماه محرم پیاده با گروه‌های زنجیرزنی و سینه زنی به زیارتش می‌روند. قابل ذکر است که این زیارتگاه از حیث تذکره و سند از رتبه خوبی برخوردار است.

## ورزش
باشگاه فرهنگی و ورزشی اتحاد چاه‌کور در منطقه علامرودشت و شهرستان لامرد شناخته شده است و دارای تیم‌های فوتبال در رده سنی بزرگسالان و نوجوانان، تیم والیبال و تیم فوتسال می‌باشد.

### افتخارات ورزشی
- قهرمانی مسابقات فوتبال جام نوروز باشگاه‌های بیرم به میزبانی شیخ عامر در سال ۱۳۹۵
- کسب مقام سومی لیگ فوتبال شهرستان لامرد در رده سنی بزرگسالان سال ۱۳۹۴
- نائب قهرمانی مسابقات والیبال باشگاه‌های بخش علامرودشت در سال ۱۳۹۴
- قهرمانی مسابقات فوتسال رده سنی نوجوانان باشگاه‌های بخش علامرودشت در سال ۱۳۹۴
- قهرمانی مسابقات والیبال چهارجانبه دهستان خیرگو در سال ۱۳۹۴
- قهرمانی مسابقات لیگ فوتبال شهرستان لامرد در رده سنی جوانان سال ۱۳۹۴
- کسب عنوان سومی رقابت‌های لیگ فوتبال شهرستان لامرد در نوروز سال ۱۳۹۴
- نائب قهرمانی مسابقات فوتسال باشگاه‌های شهر مهر به میزبانی بخش وراوری در سال ۱۳۹۳
- قهرمانی مسابقات جام نوروز باشگاه‌های بخش علامرودشت در سال ۱۳۹۳
- قهرمانی مسابقات فوتبال جام نوروز باشگاه‌های بیرم به میزبانی شیخ عامر در سال ۱۳۹۳
- قهرمانی مسابقات فوتسال باشگاه‌های بخش علامرودشت در سال ۱۳۹۲
- راهیابی به لیگ فوتبال شهرستان لامرد و قرار گرفتن در جمع ۵ تیم برتر شهرستان لامرد در سال ۱۳۹۱
- قهرمانی مسابقات فوتبال آموزشگاه‌های آموزش و پرورش بخش علامرودشت در سال ۱۳۹۱
- قهرمانی مسابقات فوتبال باشگاه‌های بخش علامرودشت در سال ۱۳۹۱
- قهرمانی مسابقات والیبال باشگاه‌های بخش علامرودشت در سال ۱۳۹۰
- نائب قهرمانی مسابقات فوتبال آموزشگاه‌های آموزش و پرورش بخش علامرودشت در سال ۱۳۹۰
- نائب قهرمانی مسابقات والیبال به میزبانی روستای دهنو علامرودشت در سال ۱۳۸۴
- قهرمانی مسابقات فوتبال به میزبانی روستای دهنو علامرودشت در سال ۱۳۸۴
- ۵ دوره قهرمانی از بین ۷ دوره برگزاری مسابقات فوتبال باشگاه‌های بخش علامرودشت به میزبانی روستای چاه‌کور (سال ۱۳۸۳ تا ۱۳۹۰)